# Mỏ than Zuivska
Mỏ than Zuivska là một mỏ than lớn nằm ở phía đông nam Ukraina thuộc tỉnh Donetsk. Zuivska là một trong những mỏ than có trữ lượng lớn nhất của Ukraina với trữ lượng ước tính 17,4 triệu tấn. Sản lượng than hàng năm khoảng 570.000 tấn.